# Meiosimyza brachychaeta
Meiosimyza brachychaeta är en tvåvingeart som beskrevs av Shatalkin 1993. Meiosimyza brachychaeta ingår i släktet Meiosimyza och familjen lövflugor. Inga underarter finns listade i Catalogue of Life.